# Calafindești (gmina)
Calafindești – gmina w Rumunii, w okręgu Suczawa. Obejmuje miejscowości Botoșanița Mare i Calafindești. W 2011 roku liczyła 2549 mieszkańców.